# Tipula (Acutipula) epularis
Tipula (Acutipula) epularis is een tweevleugelige uit de familie langpootmuggen (Tipulidae). De soort komt voor in het Oriëntaals gebied.